# Плопі (Бузеу)
Плопі (рум. Plopi) — село у повіті Бузеу в Румунії. Входить до складу комуни Пуєшть.
Село розташоване на відстані 135 км на північний схід від Бухареста, 38 км на північний схід від Бузеу, 66 км на захід від Галаца, 126 км на схід від Брашова.

## Населення
За даними перепису населення 2002 року у селі проживали 78 осіб, усі — румуни. Усі жителі села рідною мовою назвали румунську.